# Gradiște, Cimișlia
Gradiște este satul de reședință al comunei cu același nume  din raionul Cimișlia, Republica Moldova.

## Istoric
La 17 mai 1819 în localitate este sfințită o biserică cu hramul Sf. Gheorghe, ridicată de căpitanul Cociu din satul Copceac „cu a sa cheltuială”.

## Demografie

### Structura etnică
Structura etnică a satului Gradiște conform recensământului populației din 2004:
| Grup etnic                                               | Populație | % Procentaj  |
| -------------------------------------------------------- | --------- | ------------ |
| Băștinași declarați Moldoveni Băștinași declarați Români | 1.957 7   | 98,44% 0,35% |
| Ruși                                                     | 10        | 0,50%        |
| Ucraineni                                                | 6         | 0,30%        |
| Găgăuzi                                                  | 6         | 0,30%        |
| Bulgari                                                  | 2         | 0,10%        |
| Total                                                    | 1.988     |              |